# Hans Fritsche (Politiker)
Hans Fritsche (* 4. September 1832 in Stendal; † 16. März 1898 in Charlottenburg) war ein deutscher Jurist und Kommunalpolitiker und von 1877 bis 1898 Bürgermeister von Charlottenburg (ab 1897 Oberbürgermeister). In Charlottenburg erinnert an ihn die 1905 benannte Fritschestraße.

## Leben
Fritsche studierte in Berlin Staats- und Rechtswissenschaften und arbeitete zunächst als Richter in Strasburg in Westpreußen und Graudenz. Seine kommunalpolitische Karriere 1870 als Bürgermeister von Bernburg. 1874 trat er als Bürgermeister an die Spitze der Bürgerschaft von Guben. Am 3. Januar 1877 trat Fritsche das Amt des Bürgermeisters der damals vor den Toren Berlins gelegenen und gerade aus dem Landkreis Teltow ausgegliederten Stadt Charlottenburg an (ab 1887 Oberbürgermeister). Während seiner Amtszeit wuchs die Einwohnerzahl Charlottenburgs von 26.000 auf 180.000. Nach Fritsches Tode 1898 folgte ihm Kurt Schustehrus als Charlottenburger Oberbürgermeister nach.

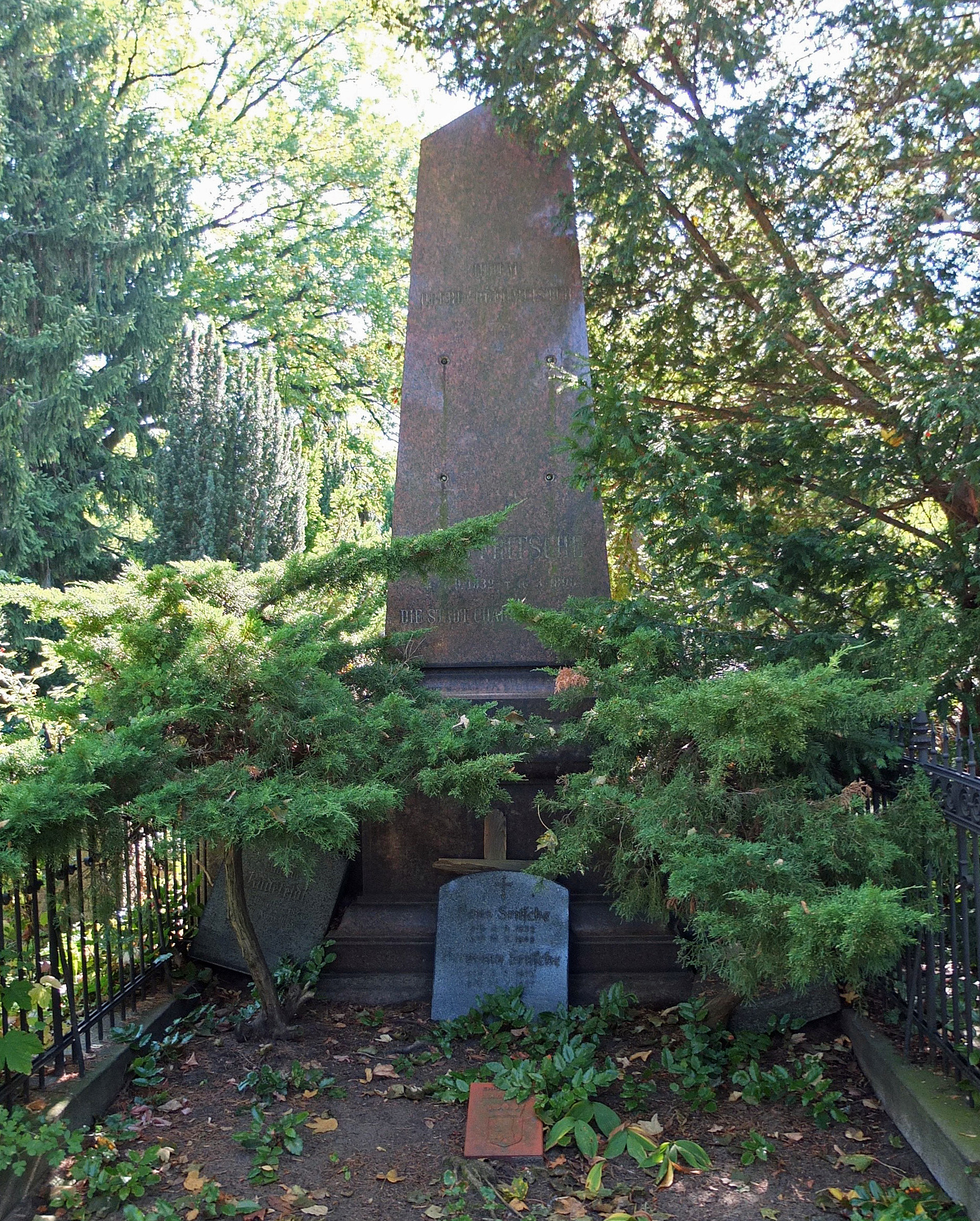
Grabstätte

Die Stadt Charlottenburg und später die Stadt Berlin ehrte ihn mit einem Ehrengrab (2017 nicht verlängert) auf dem Luisenfriedhof II in Westend und mit der nach ihm benannten Fritsche-Stiftung zur Unterstützung der Hinterbliebenen städtischer Beamter und Angestellter.